# Битва під Жиліштею (1574)
Битва під Жиліштею сталася 14 квітня 1574 року коло села Жиліштя поблизу Фокшан. Військо господаря Молдови Івана Воде Лютого з допомогою козаків гетьмана Свирговського перемогло більш численне волосько-турецьке військо.
Відносини між Туреччиною і Молдавією загострилися в 1574 році, коли турки зажадали подвоєння данини від господаря Івана Воде. Господар відмовився і почав готуватися до війни. Він розраховував на підтримку з боку народу. Визвольної характер війни дозволив скликати так зване «велике військо» і закликати в армію селян. Господар намагався отримати допомогу і з сусідніх країн. Хоча польський король не бажав розривати відносини з Туреччиною, однак окремі польські магнати, незадоволені політикою свого короля, обіцяли надіслати допоміжні загони. Запорізькі козаки надіслали загін чисельністю до 600 чоловік на чолі зі Сверчевскім (чи Свирговським), який прибув у Сучаву 20 березня 1574 року.
Турецький султан призначив господарем Петра Кульгавого, і навесні 1574 року він разом зі своїм братом Олександром, господарем Волощини, на чолі турецько-волоського війська, у якому також були найманці з Семигороду, вступили в Молдавське князівство. Однак Іван Воде Лютий вже був готовий до відсічі. Молдавська армія була добре підготовлена, мала багато гармат.
Волосько-турецьке військо, за дуже перебільшеними відомостями, складалося з 40 - 50 тис. турків, декілька тисяч волохів і 3 тис. угорців. Біля села Жіліште (поблизу Фокшан) молдавсько-козацький загін (900 кінних молдован і 600 козаків Свирговського) зненацька вночі напав на ворога, тоді як підійшов господар з головними силами (8 тисяч). В результаті серед турків і волохів почалася паніка, їхнє військо було розгромлене, а Івану Воде дісталася величезна здобич. Молдавсько-козацьке військо рушило далі і зайняло Бухарест, потім попрямували до Браїли, розгромило турецький допоміжний загін, спалило місто, але не змогло захопити замок.